# Премия Надаля
Премия Надаля (исп. Premio Nadal) — влиятельная литературная награда современной Испании.
Премия была учреждена издательством Ediciones Destino в память о главном редакторе Эухенио Надале (исп. Eugenio Nadal). Её размер в денежном выражении составляет 18 000 евро для победителя и 6 000 евро для финалистов. Премия вручается с 1944 года в канун Ночи волхвов (6 января). С 1958 года церемония награждения проходит в отеле «Риц» (исп.) в Барселоне.
В начале 1990-х издательство Ediciones Destino (исп.) вошло в состав Grupo Planeta, после чего премия Надаля изменила свой статус. Если раньше она прежде всего открывала новые таланты, то с 1990-х её стали вручать и заслуженным писателям.

## Лауреаты (избранные)
- Кармен Лафорет (1944)
- Мигель Делибес (1947)
- Елена Кирога (1950)
- Долорес Медио (1952)
- Рафаэль Санчес Ферлосио (1955)
- Кармен Мартин Гайте (1957)
- Ана Мария Матуте (1959)
- Рамиро Пинилья (1960)
- Хосе Мария Мендиола (1962)
- Мануэль Мехия Вальехо (1963)
- Эдуарде Кабальеро Кальдерон (1965)
- Альваро Кункейро (1968)
- Франсиско Умбраль (1975)
- Фернандо Аррабаль (1982)
- Хуан Хосе Саэр (1987)
- Хуан Хосе Мильяс (1990)
- Альфредо Конде (1991)
- Лусия Эчеварриа (1998)
- Лоренсо Сильва (2000)
- Фернандо Мариас Амондо (2001)
- Андрес Трапьельо (2003)
- Педро Сарралуки (2005)
- Фелипе Бенитес Рейес (2007)
- Маруха Торрес (2009)
- Клара Санчес (2010)
- Алисия Хименес Бартлетт (2011)
- Альваро Помбо (2012)
- Серхио Вила-Санхуан (2013)
- Кармен Аморага (2014)
- Хосе Валес (2015)
- Виктор дель Арболь (2016)
- Каре Сантос (2017)
- Алехандро Паломас (2018)
- Гильермо Мартинес (2019)
- Ана Мерино (2020)
- Наджат Эль-Хакми (2021)